# Kamionka (Grabówko)
Kamionka (Kamionki) (kaszb. Kamionczi) – część wsi Grabówko w Polsce położona w województwie pomorskim, w powiecie kościerskim, w gminie Nowa Karczma.
Na południe od miejscowości znajduje się jezioro Kamionki.
W latach 1975–1998 miejscowość administracyjnie należała do województwa gdańskiego.